# دیوید باردسلی
دیوید باردسلی (به انگلیسی: David Bardsley) بازیکن فوتبال زادهٔ ۱۱ سپتامبر ۱۹۶۴ اهل کشور انگلستان بود که سابقهٔ بازی در تیم ملی فوتبال انگلستان را در کارنامهٔ خود دارد. وی در تاریخ ۹ سپتامبر ۱۹۹۲ نخستین بازی ملی خود را در مقابل تیم ملی فوتبال اسپانیا انجام داد و با حضور در ۲ بازی ملی، در تاریخ ۲۹ مه ۱۹۹۳ واپسین بازی ملی‌اش را در برابر تیم ملی فوتبال لهستان برگزار کرد.